# Landkreis Mecklenburgische Seenplatte

Administrativ indelning i distriktet Mecklenburgische Seenplatte

Landkreis Mecklenburgische Seenplatte är ett distrikt (Landkreis) i det tyska förbundslandet Mecklenburg-Vorpommern. Distriktets huvudort är Neubrandenburg.
Under en distriktsreform i Mecklenburg-Vorpommern bildades distriktet i september 2011. Vid reformen sammanlades dåvarande distrikten Müritz,  Mecklenburg-Strelitz, Demmin (utom amten Jarmen-Tutow och Peenetal/Loitz) och den dåvarande kreisfria staden Neubrandenburg. 
Med 5 468 km² yta är distriktet Mecklenburgische Seenplatte det största tyska distriktet. 
Den 4 september 2011 bestämde befolkningen vid en folkomröstning att distriktet får kallas Mecklenburgische Seenplatte .
Distriktet ligger öster om distriktet  Ludwigslust-Parchim, norr om tyska förbundslandet Brandenburg, väster om distriktet  Vorpommern-Greifswald och söder om distrikten Rostock och Vorpommern-Rügen.

## Administrativ indelning
I förvaltningsrättslig mening finns i modern tid ingen skillnad mellan begreppet Stadt (stad) gentemot Gemeinde (kommun). Distriktet Mecklenburgische Seenplatte delas in i sex amtsfria kommuner (eller städer) och fjorton amt.

### Amtsfria städer och kommuner
- Dargun, stad
- Demmin, stad
- Feldberger Seenlandschaft, kommun
- Neubrandenburg, stad
- Neustrelitz, stad
- Waren, stad

### Amt i distriktet Mecklenburgische Seenplatte
| - Amt Demmin-Land (Förvaltning i Demmin) - Amt Friedland (huvudort: Friedland) - Amt Malchin am Kummerower See (huvudort: Malchin) - Amt Malchow (huvudort: Malchow) - Amt Mecklenburgische Kleinseenplatte (huvudort: Mirow) - Amt Neustrelitz-Land (Förvaltning i Neustrelitz) - Amt Neverin (huvudort: Neverin) | - Amt Penzliner Land (huvudort: Penzlin) - Amt Röbel-Müritz (huvudort: Röbel/Müritz) - Amt Seenlandschaft Waren (Förvaltning i Waren) - Amt Stargarder Land (huvudort: Burg Stargard) - Amt Stavenhagen (huvudort: Stavenhagen) - Amt Treptower Tollensewinkel (huvudort: Altentreptow) - Amt Woldegk (huvudort: Woldegk) |